# Chamseddine Rahmani
Chamseddine Rahmani (Annaba, 15 de setembro de 1990) é um futebolista profissional argelino que atua como goleiro.

## Carreira
Chamseddine Rahmani representou o elenco da Seleção Argelina de Futebol no Campeonato Africano das Nações de 2017.